# 弗蘭克·德佩斯特勒
弗蘭克·德佩斯特勒（荷蘭語：Frank Depestele；1977年9月3日—）是一位比利時排球運動員。他現在效力於土耳其球隊費內巴切。他也代表比利時國家男子排球隊參賽並且是隊長。